# Driving Miss Daisy
Driving Miss Daisy (bra: Conduzindo Miss Daisy; prt: Miss Daisy) é um filme estadunidense de 1989, do gênero comédia dramática, dirigido por Bruce Beresford. É uma adaptação cinematográfica da peça teatral de Alfred Uhry, também o autor do roteiro. A peça foi inspirada na avó de Alfred Uhry, Lena Fox, seu motorista Will Coleman e seu pai Ralph K. Uhry. Sua avó, uma judia que viveu em Atlanta nos anos 1960, teve que deixar de dirigir após um acidente de carro e contratou Coleman, que a dirigiu por 25 anos. O filme é estrelado por Morgan Freeman, Jessica Tandy e Dan Aykroyd. Freeman reprisou seu papel na produção original da Off-Broadway. A personagem "Florine Werthan" existe apenas no filme, e não na peça teatral no qual o filme foi baseado; ela foi criada pelo autor do roteiro e da peça teatral, Alfred Uhry, especialmente para a atriz Patti LuPone.
Uma idosa (Tandy) e excêntrica judia é obrigada pelo filho (Aykroyd) a conviver com um motorista negro (Freeman), contratado para serví-la. De início ela recusa o novo empregado, mas aos poucos ele vai quebrando as barreiras sociais, culturais e raciais que existem entre eles e os dois acabam estabelecendo uma comovente relação de amizade, que dura mais de vinte anos.
Driving Miss Daisy foi um sucesso comercial e crítico após seu lançamento e no Oscar 1990 foi nomeado para nove Oscars e venceu nas categorias Melhor Filme, Melhor Atriz (Jessica Tandy), Melhor Roteiro Adaptado e Melhor Maquiagem.
No Brasil, uma adaptação da peça com tradução brasileira de Roberto Athayde foi feita com Nathalia Timberg, como Miss Daisy, Milton Gonçalves, como o motorista Hoke Colburn, Reinaldo Gonzaga como Boolie, dirigidos por Bibi Ferreira.

## Sinopse
Em 1948, Daisy Werthan, ou Miss Daisy, uma professora de 72 anos de idade, judia, viúva e aposentada, mora sozinha em Atlanta, Geórgia, exceto por uma governanta afro-americana, Idella. Quando Miss Daisy leva seu Chrysler Windsor de 1946 para o quintal de seu vizinho, seu filho de 40 anos, Boolie, compra um Hudson Commodore de 1949 e contrata Hoke Colburn, um motorista afro-americano. A senhorita Daisy se recusa a deixar que mais alguém a conduza, mas gradualmente acede ao acordo.
Enquanto Miss Daisy e Hoke passam algum tempo juntos, ela ganha apreço por suas muitas habilidades. Depois que Idella morre em 1962, em vez de contratar uma nova governanta, Miss Daisy decide cuidar de sua própria casa e pedir a Hoke que cozinhe e conduza.
O filme explora o racismo contra o povo afro-americano, o que afeta Hoke na época. O filme também aborda o antissemitismo no sul. Depois que sua sinagoga é bombardeada, Miss Daisy percebe que ela também é vítima de preconceito. Mas a sociedade americana está passando por mudanças radicais, e Miss Daisy participa de um jantar no qual o Dr. Martin Luther King faz um discurso.
Ela inicialmente convida Boolie para o jantar, mas ele se recusa e sugere que Miss Daisy convide Hoke. No entanto, Miss Daisy apenas pede que ele seja seu convidado durante o passeio de carro para o evento e acaba participando do jantar sozinha, com Hoke, insultado pela maneira do convite, ouvindo o discurso no rádio do carro lá fora.
Hoke chega em casa uma manhã em 1971 e encontra Miss Daisy agitada e mostrando sinais de demência, acreditando que ela é uma jovem professora novamente. Hoke a acalma com uma conversa em que Daisy chama Hoke de "melhor amigo". Boolie providencia para que Miss Daisy entre em um lar de idosos. Em 1973, Hoke, agora com 85 anos e rapidamente perdendo a visão, se aposenta. Boolie, agora com 65 anos, leva Hoke ao lar de idosos para visitar Miss Daisy, agora com 97 anos.

## Elenco principal
- Jessica Tandy como Daisy Werthan
- Morgan Freeman como Hoke Colburn
- Dan Aykroyd como Boolie Werthan
- Patti LuPone como Florine Werthan
- Esther Rolle como Idella
- Joann Havrilla como Miss McClatchey
- William Hall, Jr. como Oscar
- Muriel Moore como Miriam
- Sylvia Kaler como Beulah
- Crystal R. Fox como Katey Bell
- Alvin M. Sugarman como Dr. Weil
- Clarice F. Geigerman como Nonie

## Recepção

### Bilheteria
Driving Miss Daisy recebeu um lançamento limitado em 15 de dezembro de 1989, ganhando US$ 73 745 em três cinemas. O filme foi lançado em 26 de janeiro de 1990, ganhando US$ 5 705 721 no fim de semana de estreia em 895 cinemas, tornando-se primeiro colocado nas bilheteria dos Estados Unidos. Permaneceu na primeira colocação na semana seguinte, mas foi eliminado no primeiro fim de semana de lançamento do filme Hard to Kill. Voltou ao primeiro lugar no fim de semana seguinte e permaneceu lá por uma quarta semana. O filme arrecadou US$ 106 593 296 na América do Norte e US$ 39 200 000 em outros territórios, totalizando um total de US$ 145 793 296. O filme foi lançado no Reino Unido em 23 de fevereiro de 1990.

### Reação crítica
Driving Miss Daisy foi bem recebida pelos críticos, com ênfase especial nas performances de Morgan Freeman e Jessica Tandy. O agregador de críticas Rotten Tomatoes dá ao filme uma pontuação de 82% com base em críticas de 61 críticos, com uma pontuação média de 7,28/10. O consenso crítico do site declara: "Caloroso, com um ritmo inteligente e com performances impecáveis de Morgan Freeman e Jessica Tandy". O CinemaScore também relatou que o público atribuiu ao filme uma nota rara "A+".
Gene Siskel, do Chicago Tribune, declarou Driving Miss Daisy um dos melhores filmes de 1989. Roger Ebert, do Chicago Sun-Times, chamou de ""um filme de grande amor e paciência" e escreveu: "É um filme imensamente sutil, no qual quase nenhuma das informações mais importantes é transmitida no diálogo e em que a linguagem corporal, o tom de voz ou o olhar nos olhos podem ser a coisa mais importante em uma cena. Depois de tantos filmes em que pessoas rasas e violentas negam sua humanidade e a nossa, que lição ver um filme que olha para o coração".
Peter Travers, da Rolling Stone, também deu uma crítica positiva ao filme, chamando a performance de Tandy de "gloriosa" e opinando: "Essas são as duas melhores horas de Tandy na tela em uma carreira cinematográfica que remonta a 1932". As performances de Tandy e Freeman também foram elogiadas por Vincent Canby, do The New York Times, que observou: "Os dois atores conseguem ser altamente teatrais sem sair do quadro realista do filme".

## Principais prêmios e indicações
Oscar 1990 (EUA)
| Ano  | Categoria               | Notas                                       | Resultado |
| ---- | ----------------------- | ------------------------------------------- | --------- |
| 1990 | Melhor Filme            | Richard D. Zanuck e Lili Fini Zanuck        | Venceu    |
| 1990 | Melhor Ator             | Morgan Freeman                              | Indicado  |
| 1990 | Melhor Atriz            | Jessica Tandy                               | Venceu    |
| 1990 | Melhor Ator Coadjuvante | Dan Aykroyd                                 | Indicado  |
| 1990 | Melhor Roteiro Adaptado | Alfred Uhry                                 | Venceu    |
| 1990 | Melhor Edição           | Mark Warner                                 | Indicado  |
| 1990 | Melhor Direção de Arte  | Bruno Rubeo e Crispian Sallis               | Indicado  |
| 1990 | Melhor Figurino         | Elizabeth McBride                           | Indicado  |
| 1990 | Melhor Maquiagem        | Manlio Rocchetti, Lynn Barber e Kevin Haney | Venceu    |

Globo de Ouro 1990 (EUA)
| Ano  | Categoria                         | Notas                             | Resultado |
| ---- | --------------------------------- | --------------------------------- | --------- |
| 1990 | Melhor Filme - Comédia ou Musical | Melhor Filme - Comédia ou Musical | Venceu    |
| 1990 | Melhor Ator - Comédia ou Musical  | Morgan Freeman                    | Venceu    |
| 1990 | Melhor Atriz - Comédia ou Musical | Jessica Tandy                     | Venceu    |

Festival de Cinema de Berlim 1990 (Alemanha)
| Ano  | Categoria     | Notas                          | Resultado |
| ---- | ------------- | ------------------------------ | --------- |
| 1990 | Urso de Ouro  | Urso de Ouro                   | Venceu    |
| 1990 | Urso de Prata | Morgan Freeman e Jessica Tandy | Venceu    |

BAFTA 1991 (Reino Unido)
| Ano  | Categoria               | Notas           | Resultado |
| ---- | ----------------------- | --------------- | --------- |
| 1990 | Melhor Filme            | Melhor Filme    | Indicado  |
| 1990 | Melhor Diretor          | Bruce Beresford | Indicado  |
| 1990 | Melhor Atriz            | Jessica Tandy   | Venceu    |
| 1990 | Melhor Roteiro Adaptado | Alfred Uhry     | Indicado  |

Prêmio David di Donatello 1990 (Itália)
- Venceu na categoria de Melhor Atriz Estrangeira (Jessica Tandy).

Driving Miss Daisy também alcançou as seguintes distinções no Oscar 1990:
- É o único filme baseado em uma produção fora da Broadway a ganhar um Oscar de Melhor Filme.[21]
- Jessica Tandy, aos 81 anos, tornou-se a vencedora mais antiga da história da categoria Melhor Atriz.[21]
- Foi o primeiro vencedor de Melhor Filme desde Grand Hotel de 1932 a não receber também uma indicação de Melhor Diretor.[22] (Isso ocorreu apenas duas vezes desde então, para Argo em 2012 e Green Book em 2018. Wings, o filme de 1927 que foi o primeiro a ganhar o prêmio de Melhor Filme, não teve indicação ao diretor William A. Wellman). Em seu monólogo de abertura no 62.º Oscar, Billy Crystal tirou sarro dessa ironia, chamando-a de "o filme que aparentemente se dirigiu".
- Seria também o último vencedor de Melhor Filme a ser classificado como PG. Todos os vencedores desde então foram classificados como PG-13 e R.

Driving Miss Daisy também ganhou três Prêmios Globo de Ouro (Melhor Filme, Melhor Ator para Morgan Freeman e Melhor Atriz para Jessica Tandy) nas categorias Comédia/Musical. No Writers Guild of America Awards de 1989, o filme ganhou na categoria Melhor Roteiro Adaptado. Completando seus prêmios nos Estados Unidos, o filme ganhou o prêmio de Melhor Filme e Melhor Ator do National Board of Review. Driving Miss Daisy foi o primeiro filme a receber o prêmio Producers Guild of America de melhor filme.
No Reino Unido, Driving Miss Daisy foi nomeada para quatro British Academy Film Awards, com Tandy ganhando na categoria de Melhor Atriz. Tandy e Freeman venceram o Urso de Prata por Melhor Performance Conjunta no 40.º Festival Internacional de Cinema de Berlim.

## Trilha sonora
A trilha sonora do filme foi composta por Hans Zimmer, que ganhou o BMI Film Music Award e foi indicado ao Grammy de Melhor Composição Instrumental Escrita para um Filme ou para a Televisão por seu trabalho. A trilha foi realizada inteiramente por Zimmer, feita eletronicamente usando samplers e sintetizadores, e não apresentou um único instrumento ao vivo. Há uma cena, no entanto, em que a "Song to the Moon" da ópera Rusalka de Antonín Dvořák é ouvida em um rádio cantado por Gabriela Beňačková.
Semelhanças foram observadas entre o tema principal e a música folclórica Shortnin' Bread. A trilha sonora foi emitida pela Varèse Sarabande.

## Mídia doméstica
O filme também teve sucesso em vídeo caseiro. Foi lançado em DVD nos Estados Unidos em 30 de abril de 1997, e a edição especial foi lançada em 4 de fevereiro de 2003. O filme foi lançado pela primeira vez em disco Blu-ray na Alemanha e finalmente lançado em Blu-ray nos Estados Unidos em uma edição especial do digibook em janeiro de 2013 pela Warner Bros.